# Todesmarschstele (Weimar)

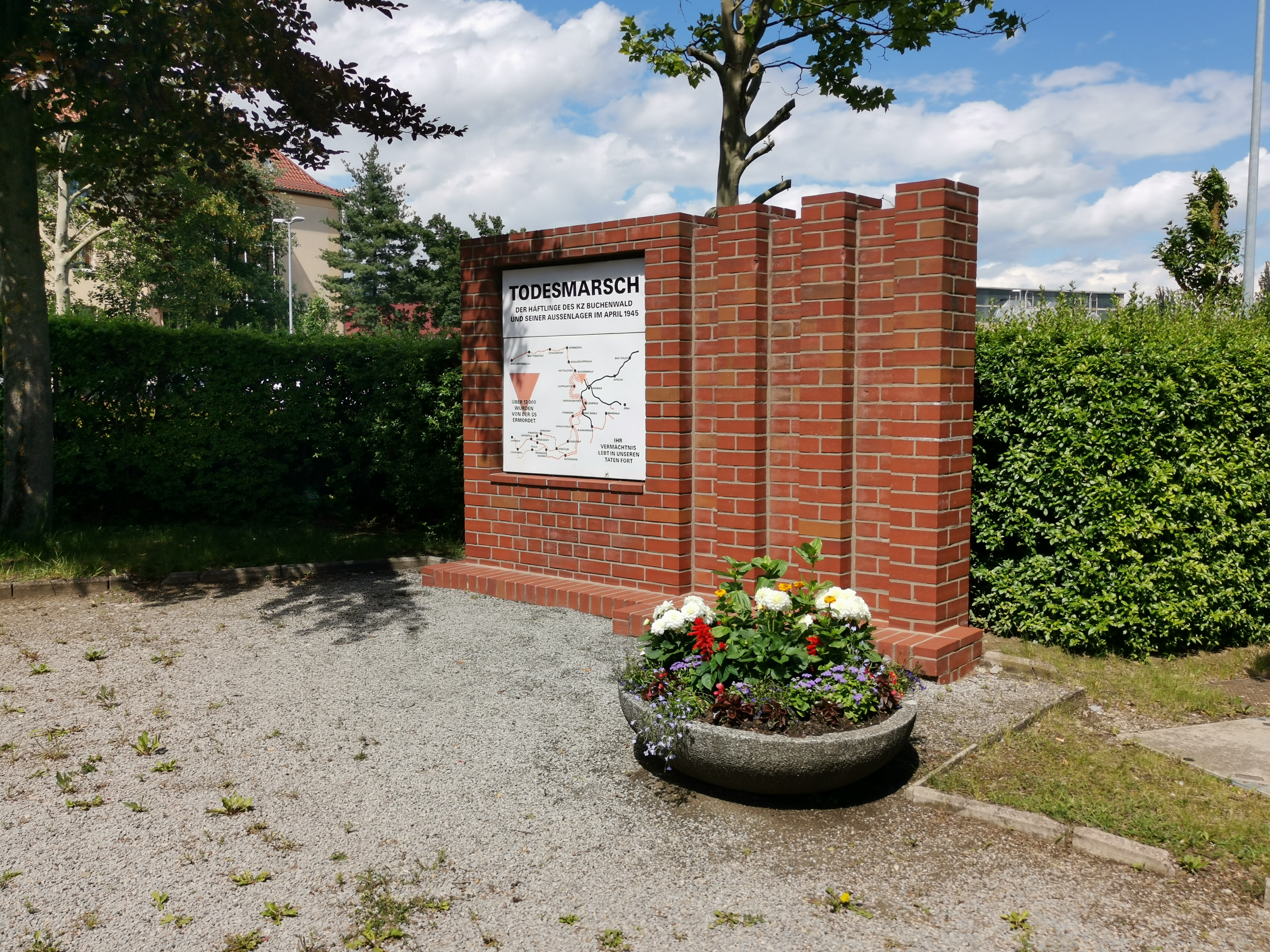
Todesmarschstele

An der Ecke Ettersburger Straße/Rießnerstraße in Weimar-Nord befindet sich die älteste Todesmarschstele in Thüringen. Eigentlich ist sie eine Gedenkwand. Sie gehört zur Topographie Weimars im Nationalsozialismus.
Sie ist Teil der Mahn- und Gedenkstätte Buchenwald und erinnert an die etwa 13.000 Opfer der auf die Todesmärsche gezwungenen Buchenwald-Häftlinge. Waren diese zunächst von den Außenlagern Buchenwalds nach Buchenwald evakuiert worden, gingen diese Todesmärsche von dort aus in Richtung Süddeutschland. Die Stele an der Ecke Rießnerstraße/Ettersburger Straße ist die erste Gedenkstele für die Todesmärsche in Thüringen und wurde 1983 vom Komitee der antifaschistischen Widerstandskämpfer der DDR gestiftet. Der Erfurter Architekt und Bauplastiker Eckhard Bendin war ihr Gestalter.
Eingefasst in rote Backsteine zeigt eine Landkarte die Wege der Todesmärsche zu Fuß (rot) und mit der Bahn (schwarz) vom 7. bis 10. April 1945. Die Ziegelsteinwand ist nicht glatt, sondern zeigt drei pfeilerartige Vorsprünge, die an die Gefangenschaft und das Martyrium der Häftlinge erinnern. Neben der Karte und dem roten Dreieck für das Symbol der getöteten Häftlinge von Buchenwald steht zumindest auf der in Weimar:
TODESMARSCH
DER HÄFTLINGE DES KZ BUCHENWALD
UND SEINER AUSSENLAGER IM APRIL 1945
ÜBER 13000
WURDEN VON DER SS
ERMORDET:
IHR
VERMÄCHTNIS
LEBT IN UNSEREN TATEN
Fort
Die Weimarer Todesmarschstele steht auf der Liste der Kulturdenkmale in Weimar (Einzeldenkmale). Weitere solche, die dieser ähneln und im Zeitraum zwischen 1983 und 1985 entstanden, gibt es u. a. in Großschwabhausen und in Kranichfeld, Rudolstadt und Crawinkel bzw. Sömmerda und Nordhausen. Allein in der Region Nordhausen wurden elf Gedenkstelen hierfür errichtet. Auch um Weimar wie u. a. in Hottelstedt, Weimar-Hopfgarten wurde eine errichtet ebenso wie in Obergrunstedt. Sie sind also in Thüringen zahlreich. Es waren zu Beginn 60 bis 65 solcher Todesmarschstelen geplant gewesen. Das wiederum entsprach in etwa der Zahl der Routen der Todesmärsche in Thüringen.
Hinweis: Gedenksteine und Tafeln, die an die Todesmärsche erinnern, gibt es auch an anderen Orten und in anderer Gestaltung, nicht nur in Thüringen. So gibt es diese u. a. in Lübeck, in Meyenburg, in Camburg bzw. Eisenberg. Nicht zu vergessen: Es gibt sie auch in Dachau! Sie gibt es zudem auch außerhalb Deutschlands wie u. a. in Polen. So gibt es u. a. ein Mahnmal in Wodzisław Śląski.